# マイケル・タイ
マイケル・タイ（Michael Tye）は、アメリカ合衆国の哲学者。テキサス大学オースティン校教授。心の哲学の領域の代表的な論者の一人。

## 略歴
タイはイギリスのオックスフォード大学でまず物理学の教育を受けた。その後、哲学と物理学の両方を専攻した。最終的には哲学者となった。
テキサス大学へ移る前、フィラデルフィアにあるテンプル大学と、フィラデルフィア郊外にあるハバフォード・カレッジで教えていた。アメリカのテンプル大学と、イギリス・スコットランドのセント・アンドルーズ大学でチェアーであった間、通算して約10年ほどキングス・カレッジ・ロンドンの客員教授をつとめた。
タイの主要な研究領域は心の哲学である。心の哲学のほかに認知科学、形而上学、哲学的論理学にも関心を持っている。とりわけ曖昧性（vagueness）と関わる問題に関心を持っている。
フレッド・ドレツキに言わせると、タイは表象主義（representationalism）を擁護している表象主義者である。

## 著作
- The Metaphysics of Mind (1989)
- The Imagery Debate (1991)
- Ten Problems of Consciousness (1995)
- Consciousness, Color, and Content (2000)
- Consciousness and Persons (2003)
- Consciousness Revisited: Materialism without Phenomenal Concepts (2009)

タイはこれ以外にも多数の論文を執筆している。その内のいくつかは彼のホームページからダウンロードできる。